# Cornufer adiastolus
Cornufer adiastolus es una especie de anfibios de la familia Ceratobatrachidae.

## Distribución geográfica
Es endémica de Nueva Bretaña (Papúa Nueva Guinea). 

## Estado de conservación
Se encuentra amenazada de extinción por la pérdida de su hábitat natural.